# Allégorie de la nuit
Allégorie de la nuit est un tondo du peintre français Jean-Léon Gérôme. C’est une peinture à l'huile sur toile de 228 cm de diamètre réalisée en 1859, et représentant trois putti dans le ciel. Elle fait partie d’une collection particulière. 
Les trois putti ailés rassemblent les symboles de la nuit et du sommeil : celui de droite disperse des coquelicots et porte une torche enflammée avec l’autre main. Il est assis sur un grand nuage tout comme celui de gauche qui lui tient une lampe à huile et une étoile. Au centre, un autre angelot semble suspendu à une lune irradiant de lumière. Le ciel bleu-vert est constellé d’étoile et le dessous du nuage prend les teintes jaune et rouge du crépuscule.
La toile est signée et datée : J.L. GEROME et 1859 en bas à gauche sur deux lignes.

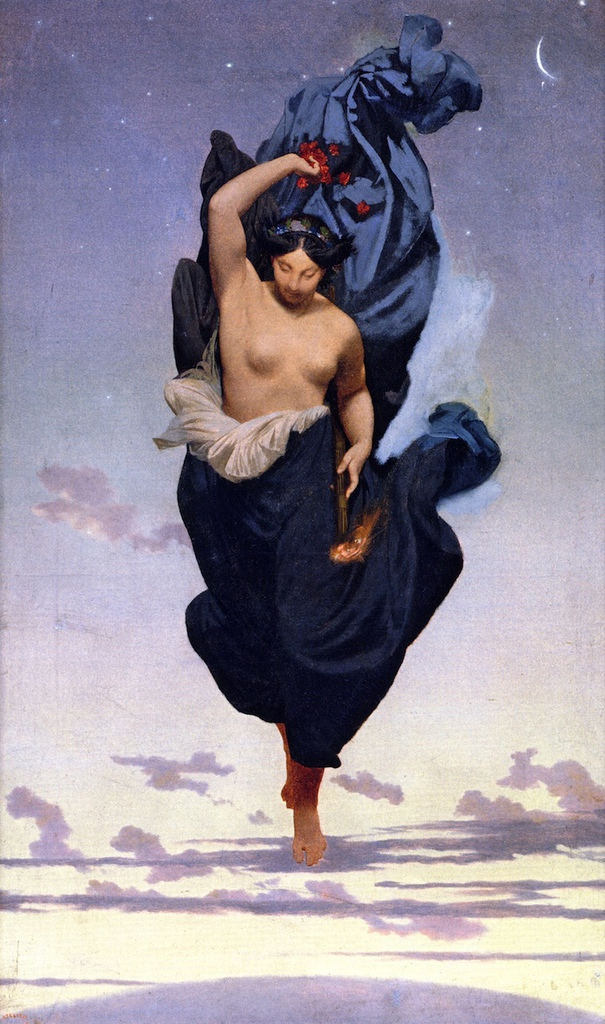
La Nuit de Gérôme.